# 나무요정그라칠레주머니쥐
나무요정그라칠레주머니쥐(Gracilinanus dryas)는 남아메리카에 사는 주머니쥐의 일종이다. 콜롬비아와 베네수엘라에서 발견된다. 자연 서식지는 아열대 또는 열대 기후 지역의 저지대 숲이다. 서식지 감소로 멸종 위협을 받고 있다.